# Шерстопрядение
Шерстопрядение — процесс изготовления пряжи из шерстяных волокон, либо из смеси шерсти с другими волокнами. Из полученной пряжи изготавливаются различные ткани. Существуют две основные системы шерстопрядения:
- Гребенное (камвольное) прядение — система прядения, во ходе которого волокна шерсти многократно прочёсываются гребнями, вытягиваются и разглаживаются. В результате получается гладкая и блестящая пряжа.
- Аппаратное (суконное) прядение — система прядения, применяемая для коротковолокнистой шерсти. Пряжа, полученная в результате аппаратного прядения, становится толстой и пушистой, её линейная плотность 42—500 текс.